# Pic la Selle
Pic la Selle (crioulo: Pik Lasel) é o ponto mais alto do Haiti, com altitude de 2680 m. A montanha faz parte da cordilheiras Chaîne de la Selle. Ela está localizado no departamento administrativo Oeste.